# Генофобия
Генофобия или коитофобия — физический или психологический страх перед сексуальными отношениями или половым актом. Термин эротофобия также может использоваться при описании генофобии, это название происходит от имени греческого бога эротической любви Эроса.
Генофобия может вызывать панику и страх, во многом похожие на панические атаки. Люди, страдающие этой фобией, могут испытывать сильный стресс при попытке сексуального контакта или просто мысли о нём.
Сильный страх может привести к неприятностям в романтических отношениях, страдающие генофобией могут воздерживаться от вступления в отношения, чтобы избежать возможности близости. Это может привести к чувству одиночества.

Может возникающать в результате психической травмы, при агрессивном или холодном поведении партнера, или вследствие полового акта, проведенного в неадекватной обстановке. У мужчин встречается в форме психогенной импотенции, у женщин она часто сопутствует аноргазмии и вагинизму. 